# Batalla de Pułtusk
En los alrededores de Pułtusk, en 1806, tuvo lugar una cruenta batalla entre el ejército napoleónico y el del Imperio ruso conocida como la batalla de Pułtusk. El desenlace a favor de Napoleón se conmemoró incluyendo este hecho en los grabados del Arco de Triunfo de París. Napoléon volvió a Pułtusk en 1812.